# El Villar
El Villar è un comune (municipio in spagnolo) della Bolivia nella provincia di Tomina (dipartimento di Chuquisaca) con 4 293 abitanti (dato 2010).

## Cantoni
Il comune è suddiviso in 2 cantoni (popolazione 2001).
- El Villar - 3 197 abitanti
- Juana Azurduy de Padilla - 1 388 abitanti